# Cérilly (Costa d'Or)
Cérilly és un municipi francès situat al departament de la Costa d'Or, a la regió de Borgonya - Franc Comtat.